# Ambassade du Canada en Guinée
 (juillet 2021).
Si vous disposez d'ouvrages ou d'articles de référence ou si vous connaissez des sites web de qualité traitant du thème abordé ici, merci de compléter l'article en donnant les références utiles à sa vérifiabilité et en les liant à la section « Notes et références ».
L'Ambassade du Canada en Guinée est une mission diplomatique du Canada en république de Guinée.
L'ambassade est située près de la plage Rogbane à Taouyah (Conakry).

## Histoire
En 1979, la Guinée et le Canada ont débuté des relations diplomatiques et cella ses confirmer en 1982 par la signature de l’Accord général de coopération et de développement, suivi de l’ouverture de l’ambassade de Guinée au Canada en 1980 et celle du Canada en Guinée en 1982.

### Liste des ambassadeurs
| N° | Nom et prénoms    | Début     | Fin      |
| -- | ----------------- | --------- | -------- |
| 01 | Geneviève Mounier | mars 2023 | En cours |